# Baszta Kowali w Krakowie
Baszta Kowali – baszta w Krakowie, która położona była w ciągu murów miejskich, między Bramą Nową i przylegającą bezpośrednio do niej Basztą Piekarską po stronie północnej i Basztą Siodlarzy po stronie południowej. 
Publikacje Ambrożego Grabowskiego i akwarele Jerzego Głogowskiego ukazują Basztę Kowali jako czworoboczną wieżę, zwieńczoną dachem w kształcie ostrosłupa czworobocznego. Powstała najprawdopodobniej w XIV wieku. W baszcie znajdowało się 6 otworów strzelniczych. Na początku XIX wieku, już dość zrujnowaną basztę zburzono wraz z większością Murów miejskich Krakowa.
Za basztę odpowiedzialny był cech Kowali.

## Galeria

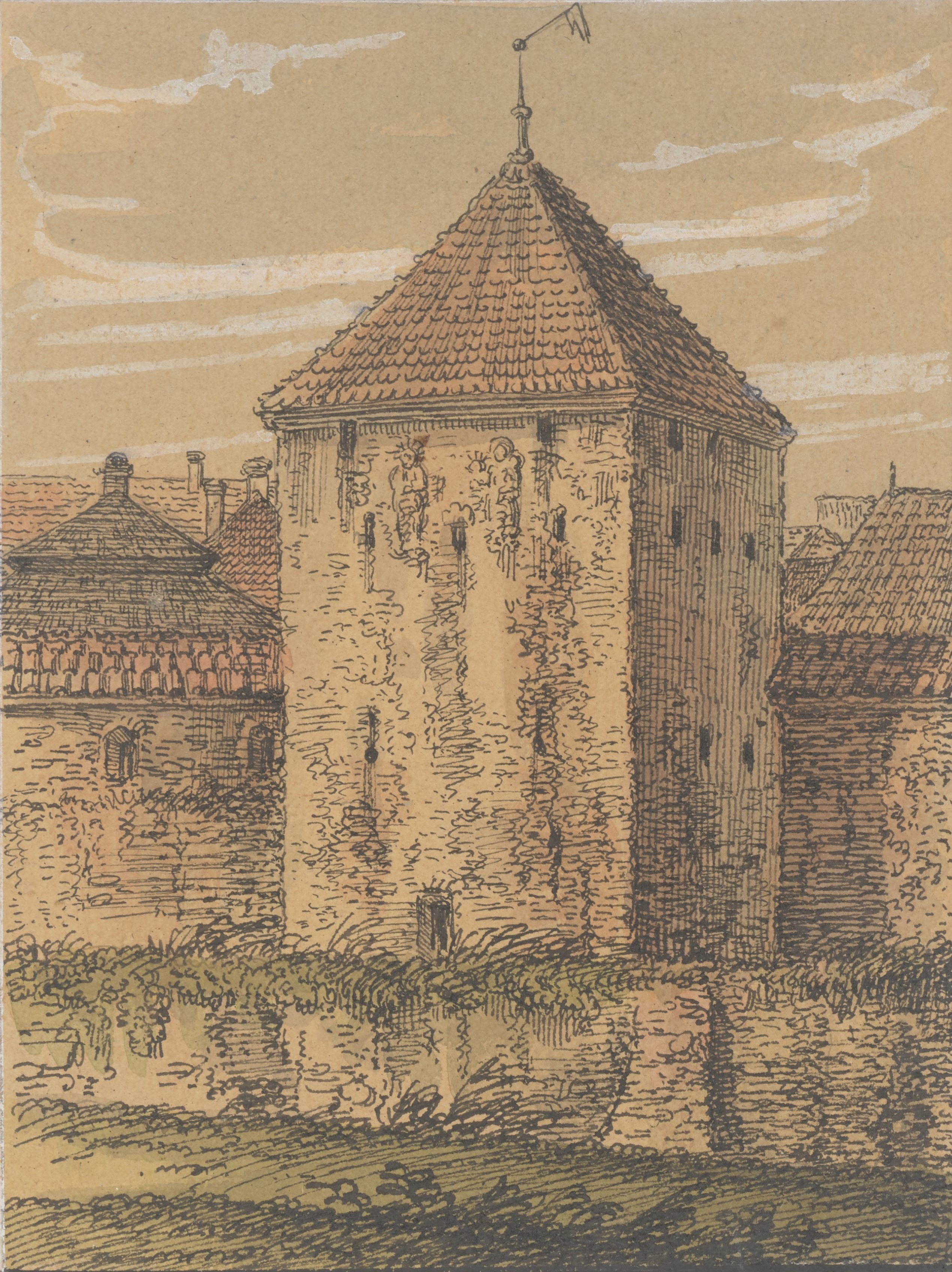
Baszta Kowali na rysunku wg akwareli Jerzego Głogowskiego (Kajetan Wincenty Kielisiński, 1834–39)
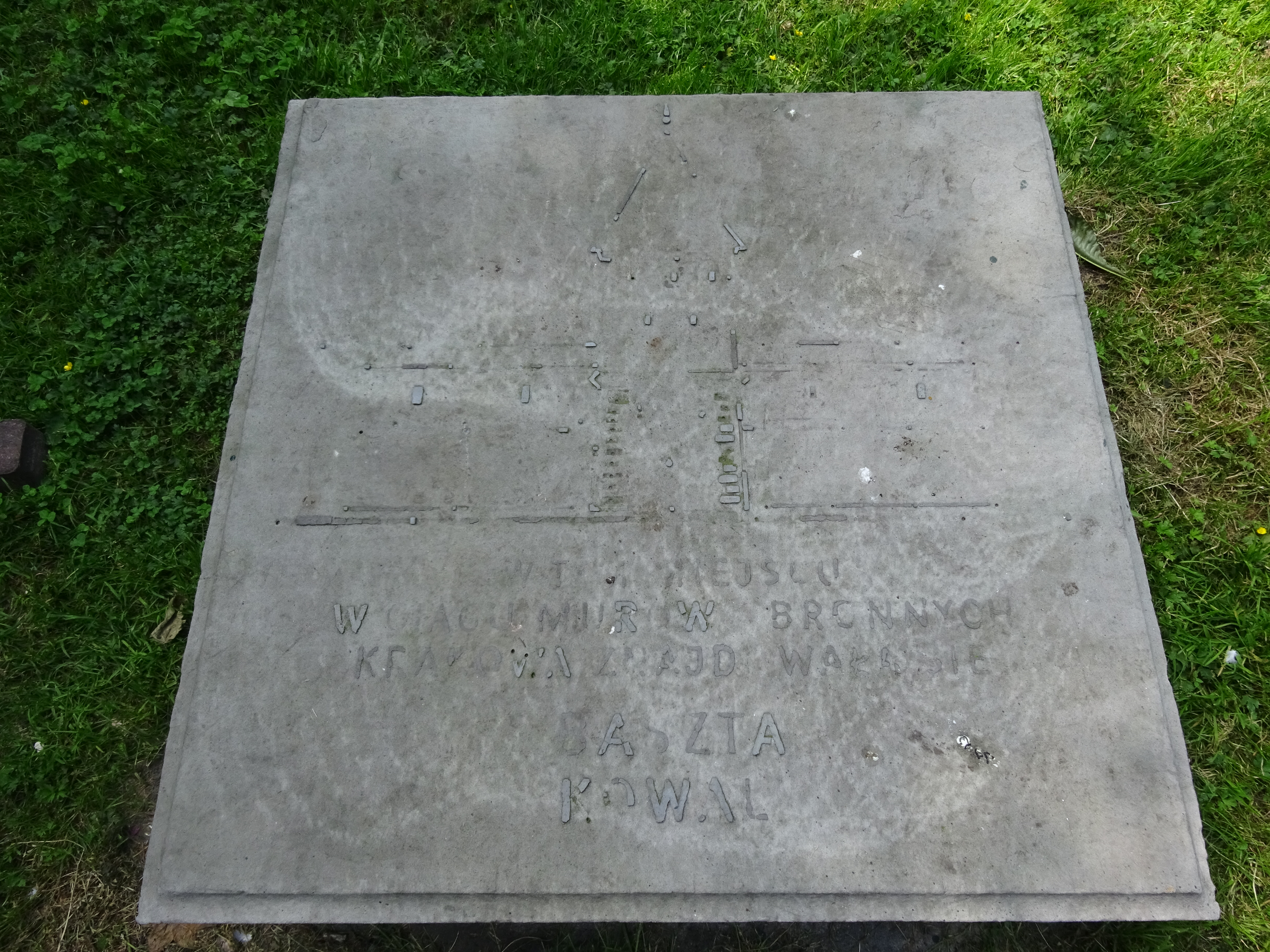
Stara tablica upamiętniająca Basztę Kowali (2016)